# Phyllopodopsyllus punctatus
Phyllopodopsyllus punctatus is een eenoogkreeftjessoort uit de familie van de Tetragonicepsidae. De wetenschappelijke naam van de soort is voor het eerst geldig gepubliceerd in 1981 door Kitazima.